# Villers-Brûlin
Villers-Brûlin é uma comuna francesa na região administrativa de Altos da França, no departamento de Pas-de-Calais. Estende-se por uma área de 3,81 km². Em 2010 a comuna tinha 368 habitantes (densidade: 96,6 hab./km²).